# Musō Soseki

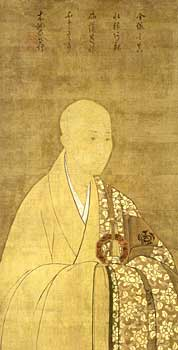
Musō Soseki, auch Musō Kokushi genannt (1275–1351)

Musō Soseki (jap. 夢窓 疎石; * 1275 in Ise; † 30. September 1351), auch Musō Kokushi (夢窓 国師) genannt, war ein japanischer Zen-Meister, Politikberater, Gartengestalter, Verfasser von Zen-Gedichten und Zen-Sprüchen sowie Kalligraph. Er gilt als Begründer der japanischen Teezeremonie.

## Leben und Werk
Musō Soseki (sein Mönchsname, der Geburtsname ist nicht bekannt) war einer der einflussreichsten Zenmeister und einer der bedeutendsten japanischen Gartengestalter der Frühzeit. Sein Leben und Werk markiert die Übergangsphase zwischen der Kamakura-Zeit und der Muromachi-Zeit (= Ashikaga-Zeit).

### Ausbildung
Geboren ist er im Jahr 1275 in Ise, sein Vater zog aber schon 1278 mit ihm nach Kōshū (Schreibweise auch: Kai; in der heutigen Präfektur Yamanashi), damals einem Pilgerort der Adligen. Bereits im Alter von 6 Jahren (nach anderen Angaben 8 Jahren) begann er sich mit dem Buddhismus zunächst der Shingon-Richtung zu beschäftigen, befasste sich z. B. mit den Schriften ihres Gründers Kūkai (774-835). Im Alter von 19 Jahren (nach anderen Angaben im Jahr 1297) wechselte er zur Tendai-Richtung (Elemente beider Richtungen integrierte er später in seine Schule). 1294 trat er nach Bestehen einer Aufnahmeprüfung ins Kloster Kennin-ji (jap.: ji = Tempel) in Kyōto ein, wo er bei Muin Zenshi (nach anderen Quellen: Yishan Yining [Schreibweise auch: I-shan I-ning, Issan Ichinei] (1247–1317), ein damals berühmter aus China emigrierter Zen-Priester und -lehrer, dessen Vorbild der Chan-Meister Huai Su (Tang-Zeit, 737 bis nach 798) und Meister der Sung-Zeit waren), später auch bei Koho Kennichi (1241–1316) seine Ausbildung in der Rinzai-Richtung des Zen-Buddhismus erhielt. In Sosekis kalligraphischem Werk ist sowohl der Einfluss Kūkais als auch Ichineis zu spüren, wodurch es sich von Kalligraphien anderer zeitgenössischer Zen-Meister unterscheidet. Die Rinzai-Schule war eng mit dem Kaiserhaus und der Militärregierung verbunden.

### Aufstieg
In der Kamakura-Periode begann daraufhin der politische Aufstieg von Soseki zu einer Art Staatspriester. Er wurde als Berater verschiedener Shogun nach Kamakura berufen, wo sich zu dieser Zeit der Sitz des Bakufu, der Militärregierung der Shogun, befand. Er beriet zeitweise aber auch drei japanische Tennō (Kaiser).
Zunächst wurde er vom Tennō Go-Daigo (regierte 1318–39) als Vorsteher des Klosters Nanzen-ji im Südosten von Kyōto berufen. Dieses war, wie schon Kennin-ji, ebenfalls ein großes, von der Regierung unterstütztes Kloster.
Er war in dieser Funktion dann auch oberster Berater des Shogun Ashikaga Takauji (1305–1358). Dieser war der erste Shogun, der seinen Sitz nicht mehr in Kamakura, sondern in Muromachi, einem Stadtteil von Kyōto hatte. Takauji hatte im Jahr 1333 Kyōto besetzt, den Tennō Go-Daigo zur Flucht ins Exil gezwungen (wo dieser als Gegenregierung den sogenannten Südhof aufbaute) und wurde von einem in Kyōto verbliebenen Teil der Kaiserfamilie, der mit ihm zusammenarbeitete, zum Shogun des sogenannten Nordhofes erklärt. Damit begann die Zeit der Nord- und Südhöfe (Nanboku-chō).

### Politische, religiöse und kulturelle Bedeutung
Takauji stand der Zen-Bewegung vor und dadurch sowie den Einfluss von Musô Soseki wurde die Zen-Lehre während des Ashikaga-Shogunats zum dominierenden Buddhismuszweig.
Takauji und Soseki ließen in jeder der 66 Provinzen einen „Tempel des Friedens“ (Ankoku-ji) oder „göttlichen Turm“ (Rishou-tou) erbauen, um zwischen den Nord- und Südhöfen zu vermitteln. Soseki war es auch, der den Bau der Tempel und Gärten in Tenryū-ji und Saihō-ji veranlasste. Dutzende weitere Gärten an Zen-Klöstern werden ihm zugeschrieben.
Diese großen Bauprojekte wurden aus dem Erlös einer um 1341 nach China entsandten offiziellen Handelsmission („Tenryuji-bune“) finanziert. Soseki war damit der Initiator der wirtschaftlichen Neuöffnung und Wiederaufnahme von Handelsbeziehungen zwischen Japan und China, dem Ursprungsland des Zen.

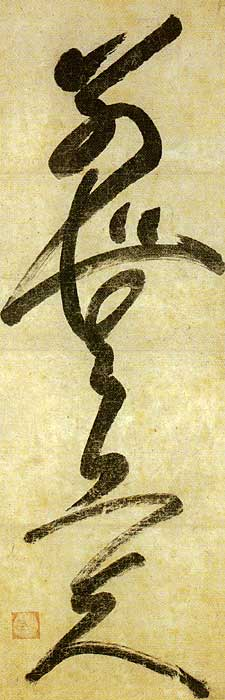
Kalligraphie von Musō Soseki: „Keine weitere Bedeutung“, datiert 1299 (Kamakura-Periode)

Der von Soseki maßgeblich als führende Buddhismusrichtung installierte Zen hatte große Auswirkungen auf die japanische Kultur, vor allem die Literatur (Verbreitung der „Gozan-Bungaku“-Kultur [„Literatur der fünf Berge“]; diese Strömung sah Literatur und Kalligraphie als zentrales Element bei der Ausbildung zum Mönch an).
Soseki selbst veröffentlichte zahlreiche Gedichte und Schriften zum Rinzai-shū-Buddhismus. Meditation im Garten war nach Ansicht von Kokushi das beste Mittel, um Buddha zu erfahren.
Am bekanntesten ist seine Schrift "Muchū mondō" ("Dialoge im Traum. Über Buddhismus und Zen"). Sie enthält seine grundlegenden Gedanken über Meditation, Koan, und Erleuchtung, sowie Kommentare zur Teezeremonie, die Künste und Gärten. Aufgebaut ist die Lehrschrift in Form eines Gesprächs, in dem Kokushi Antworten auf 93 Fragen von Ashikaga Tadayoshi (1306–1352) gibt, dem Bruder von Shogun Ashikaga Takauji (1305–1358).
Soseki unterrichtete zahlreiche Zen-Schüler (insgesamt soll er über 13.000 Schüler, darunter 52 von ihm zum Zen-Meister ernannte, unterrichtet haben) und erhielt dafür von drei Kaisern – Go-Daigo (1318–1339), Kogen (1313–1364) und Komyo (1321–1380) – den Ehrentitel "Kokushi" ("Nationallehrer"). Die von ihm für das Kloster Rinzen-ji aufgestellte Klosterregel gilt als eine der frühesten in Japan. Manche westliche Kritiker bezweifeln die Ernsthaftigkeit seiner Zen-Lehren, da eine wirkliche Hinwendung zum Zen das Loslösen vom Verfassen von Schriften erfordere. Auch sei das im Zen-Unterricht geforderte direkte Übertragen der Erleuchtung vom Meister auf den Schüler bei derart vielen Schülern unmöglich.

## Musō Soseki zugeschriebene Gärten
- Saihō-ji (auch: Kokedera), um 1339, der älteste bekannte Kare-san-sui-Garten. Der aus dem 8. Jahrhundert stammende Tempel wurde von Soseki 1334 übernommen und in ein Zen-Kloster umgewandelt, der vorhandene Garten von ihm um 1339 wiederhergestellt. Die von Soseki eingebrachten Elemente und Strukturen sind nicht erhalten, sie wurden im 15. Jahrhundert durch Kriege zerstört.
- Tenryū-ji, um 1343. Seit 1994 UNESCO-Weltkulturerbe. Die Zuschreibung ist umstritten, nach anderen Meinungen aufgrund chinesischer Stilmerkmale eher von dem Chinesischen Priester Lanxi Daolong angelegt.
- Zuisen-ji
- Eiho-ji (Zuschreibung)
- Erin-ji

## Schriften
- Muso Soseki (Verf.), Taro Yamada u. Guido Keller (Übers.): Gespräche im Traum, (Große Zenmeister, Bd. 1), Frankfurt am Main: Angkor Verlag, 2005, ISBN 3-936018-20-0
- Musô Kokushi, Thomas Cleary (Übers. u. Hrsg.): Dream Conversations. On Buddhism and Zen, Random House, 1996, ISBN 1-57062-206-X

## Sekundärliteratur
- Oskar Benl: Muso Kokushi – Ein japanischer Zen-Meister, in: Oriens Extremus, Bd. 2, S. 86–108, Wiesbaden: Harrassowitz, 1955
- Martin Collcutt (Verf.), Jeffrey P. Mass (Hrsg.):  Musō Soseki, in: The Origins of Japan’s Medieval World: Courtiers, Clerics, Warriors, and Peasants in the Fourteen Century, Stanford (Calif.): Stanford University Press, 1997, S. 261–94.
- Karl Hennig: Der Karesansui-Garten als Ausdruck der Kultur der Muromachi-Zeit, Hamburg: Gesellschaft für Natur- u. Völkerkunde, 1982 (Mitteilungen Gesellschaft für Natur- und Völkerkunde Ostasiens e. V., Hamburg; 92). Zugleich: Hamburg, Univ., Diss., 1982
- Norris Brock Johnson: Zen Buddhist Landscapes and the Idea of Temple: Muso Kokushi and Zuisen-ji, Kamakura, Japan. Arch. & Comport./Arch. Behavior, 1993, Vol. 9, No. 2, pp 213-226. Siehe auch: PDF
- S. Noma (Hrsg.): Musō Soseki. In: Japan. An Illustrated Encyclopedia. Kodansha, 1993. ISBN 4-06-205938-X, S. 1024.
- Shunmyo Masuno: Muso Soseki: Nihon teien wo kiwameta zenso (Muso Soseki: The Zen Priest who Mastered the Japanese Garden). Tokyo: NHK Books, 2005.
- Joseph D. Parker: Zen Buddhist landscape arts of early Muromachi Japan (1336-1573), (SUNY series in Buddhist studies), Albany: State University of New York Press, 1999, ISBN 0-7914-3909-7 (gebundene Ausgabe), ISBN 0-7914-3910-0 (Paperback)
- Ildegarda Scheidegger: Bokutotsusô: studies on the calligraphy of the Zen master Musô Soseki (1275–1351), (Worlds of East Asia; 6), Bern u. a. : Lang, 2005, ISBN 3-03910-692-9
- W. S. Merwin and Soiku Shigematsu: Sun at Midnight: Poems and Sermons by Musō Kokushi, San Francisco: North Point Press, 1989.
- Takeji Tamamura: Musō Kokushi, Kyōto: Heirakuji Shoten, 1958.